# 尤法拉 (佛羅里達州)
尤法拉（英語：Eufala）是位於美國佛羅里達州卡爾霍恩縣的一個非建制地區。

## 地理
尤法拉所處的海拔為高於海平面19米（即62英呎），而該地所採用的時區為UTC-5，即北美东部時區（EST）。同時該地設有夏令時間，為UTC-5調快一小時，即UTC-4（EDT）。